# Mesene nepticula
Espèce
Mesene nepticula est une espèce d'insectes lépidoptères (papillons) de la famille des Riodinidae et du genre Mesene.

## Taxonomie
Mesene nepticula a été décrit par Heinrich Benno Möschler en 1877.

### Sous-espèces
- Mesene nepticula nepticula
- Mesene nepticula stigmosa Stichel, 1910[1].

## Description
Mesene nepticulaest de couleur rouge orangé avec aux antérieures un apex noir marqué de deux taches blanches. le revers est identique

## Écologie et distribution
Mesene nepticula est présent en Guyane, au Guyana, au Surinam, en  Équateur, en Colombie et au Brésil.

### Biotope
Il réside dans la forêt tropicale.